# Сидокан
Си-до-кан имеет дословный перевод «школа пути воина». Сегодня многие японские направления (Окинава шито-рю, Айкидо, Кендо, Иайдо) имеют в своём названии слоган сидокан.
В данном контексте сидокан определён принадлежностью к мировой ассоциации карате (World Karate Assaciation the Shidokan), созданной в 1981 году японским мастером карате Ёсидзи Соэно.
Сидокан карате является последователем таких направлений воинских искусств, как киокушин карате, дзюдо и тайский бокс. Создатель (Канчо) сидокан карате Ёсидзи Соэно с 15 лет занимался воинскими искусствами под руководством своего отца Шозо Соэно, Масутацу Ояма (Киокушинкай ИКО), а впоследствии и мастеров тайского бокса в Бангкоке.
Получив богатый опыт на турнирах по карате и тайскому боксу в 1979 году, Ёсидзи Соэно принимает решение выйти из ИКО и начать формирование собственного направления в единоборствах, дав ему название сидокан.
Эмблемой мировой ассоциации стало изображение фиолетового цветка «Сакуры» с иероглифом «Воин» в центре инсталляции.
Главный центр ассоциации (Хонбу Додзё) находился в городе Токорозава-ши (префектура Сайтама-кен) по месту постоянной дислокации спортивного зала (Додзё), где проходили практические занятия по карате и кикбоксингу. Помимо Хонбу Додзё, занятия проходили в Токио и других городах префектуры Сайтама. Основной костяк инструкторов ассоциации был сформирован из первых учеников «Соэно Додзё».
В Японии сидокан больше известен как «Соэно Карате», так как в стране с самурайскими традициями очень много созвучных наименований.
В традиции сидокан очень ярко прослеживается идеология самурайского сословия, и это не случайно, так как основатель ассоциации является прямым потомком древней самурайской династии, насчитывающей более 600 лет своей истории. В семье Соэно бережно хранятся древние артефакты в виде доспехов (ёрои) и самурайских мечей (катана), дошедших до наших дней, как символ силы и власти.
Иерархия организации сидокан традиционно консервативная (по аналогии с древними правилами уклада самураев). Все ключевые решения принимает президент (Канчо), опираясь на своих верховных советников. Верховными советниками, как правило, являются ветераны ассоциации, а также японские граждане, имеющие авторитет в бойцовском сообществе.
Структура организации определена японскими и международными отделениями (Бранч) с руководителями на местах (Бранч-чиф), напрямую подчиняющихся (Хонбу Додзё). Структурой сидокана в одной стране определён только один бранч-чиф, осуществляющий руководство практикующими инструкторами (додзё-операторами).
Представительства ассоциации расположены на всех континентах, кроме Антарктиды. Наибольшее количество отделений расположено в Европе, так как в этой части света наибольшее количество независимых стран — участниц ассоциации. Полномочия представителя (бранч-чиф) подтверждается наличием бранч-контракта и сертификата, заверенных личной подписью канчо Ёсидзи Соэно.
Японская организация (Хонбу Додзё) ежегодно проводит открытый чемпионат Японии по сидокан карате (кумите/ката) и кикбоксингу (К-1), как среди взрослых, так и юниоров. Правила поединков в карате аналогичны правилам «Японский нокдаун» (без ударов руками в голову).
Турниры, проводимые на коммерческой основе, проходят на боксёрском ринге. Подобные турниры в своих правилах имеют характерную только для сидокан формулу «Триатлон», которая включает три вида различных правил поединка в одном бою. Первый раунд проводится по правилам «Японский нокдаун», второй по правилам Кикбоксинга «К-1», а третий по правилам ММА. Подобная формула позволяет спортсменам продемонстрировать своё мастерство в каждой из дисциплин и повысить зрелищность.
В сидокане предусмотрена система градации уровня мастерства (Кю/Дан). Основатель мировой ассоциации Ёсидзи Соэно является обладателем 9 дана карате.
Ежегодные аттестации на мастерские степени проводит канчо Ёсидзи Соэно или уполномоченные ими представители ассоциации. Аттестация включает в себя: демонстрацию базовой техники (кихон), выполнение формальных комплексов (ката), разбивание досок или черепицы в четырёх позициях (тамешивари) и прохождение двухминутных поединков (1 дан — 10 боёв, 2 дан — 15 боёв, 3 дан — 20 боёв) по правилам «Японский нокдаун». После успешного прохождения аттестационного теста претендент получает именной пояс ISAMI и зарегистрированный сертификат с подписью канчо Соэно.
Сегодня бойцы сидокан успешно выступают в турнирах серий К-1 и ММА. Наибольшую известность в Японии и США снискали такие бойцы, как Рюдзи Мураками, Кестутис Арбочус, Марко Лондон и Джерри Морис. Кестутис Арбочус — единственный в истории ассоциации трёхкратный чемпион мира в правилах «Триатлон» и обладатель титула «King of Pancrase» в ММА.